# M142 HIMARS
M142 HIMARS, förkortning av High Mobility Artillery Rocket System, är ett amerikanskt raketartilleri-system på hjul, utvecklat av Lockheed Martin Missiles and Fire Control.

## Bakgrund
Systemet utvecklades i slutet av 1990-talet för USA:s armé och kan avfyra samma artilleriraketer som den banddrivna M270 MLRS, men är lättare och mer mobil och kan med lätthet transporteras i en Lockheed C-130 Hercules. Enligt tillverkaren Lockheed Martin är räckvidden från 15 kilometer till över 500 kilometer beroende på vapenbärare och andra yttre faktorer såsom väderförhållanden. Systemet använder tre personer; förare, skytt, och chef. Det använder vanligtvis sex stycken M26-raketer på 227 mm som väger 306 kg, M30/M31 - raketer, eller en MGM-140 ATACMS.

## Användning
500 system har byggts fram till oktober 2018. Det har använts av ISAF, av USA i Irak och Syrien (mot bland andra ISIS/ISIL) i koordination med Syriska demokratiska styrkorna. 
Systemet används av USA:s armé och USA:s marinkår, Singapore, Förenade Arabemiraten och Jordanien. Polen och Rumänien har 2019 lagt order på systemet, där även Taiwan givits möjlighet.
I oktober 2021 medverkade HIMARS-system i en svensk-amerikansk övning på Gotland.
Ukraina har begärt och fått löfte av USA om att få köpa systemet under kriget med Ryssland, med leverans av fyra system i juni 2022.
Den 27 september 2022 övade Svenska försvarsmakten tillsammans med den amerikanska motsvarigheten med systemet i norra Sverige.